# Truesdale, Missouri
Truesdale är en ort i Warren County i Missouri. Vid 2020 års folkräkning hade Truesdale 853 invånare.